# Haplocyon
 Haplocyon — вимерлий рід хижих ссавців з родини амфіціонових, який жив у Європі між 28.4 та 23.03 Ma.